# Mycena cystidiosa
Mycena cystidiosa é uma espécie de cogumelo da família Mycenaceae, encontrada na Oceania.